# Zellwiller
Zellwiller è un comune francese di 731 abitanti situato nel dipartimento del Basso Reno nella regione del Grand Est.

## Società

### Evoluzione demografica
Abitanti censiti